# پاکت (میسیسیپی)
پاکت (به انگلیسی: Puckett) روستایی در ایالت میسیسیپی کشور ایالات متحده آمریکا است که جمعیت آن در سرشماری سال ۲۰۱۰ میلادی، ۳۱۶
نفر بوده‌است.